# Szent Kinga
Árpád-házi Szent Kinga (vagy Kunigunda) (Esztergom, 1224. március 5. – Ószandec, 1292. július 24.) Árpád-házi királylány, magyar szent. IV. Béla király lánya, Szent Margit és Boldog Jolán nővére, Lengyelország és Litvánia védőszentje.

## Élete
IV. Béla és Laszkarisz Mária első gyermekeként született.
Korán eljegyezték a Piast-házbeli V. Boleszláv lengyel fejedelemmel, akihez tizenöt évesen, 1239-ben feleségül is ment. A házasság jó hatással volt a lengyel–magyar kapcsolatokra. Szüzességi fogadalma hatására Boleszláv is örök tisztaságot fogadott (ún. Szent József-házasságban éltek).

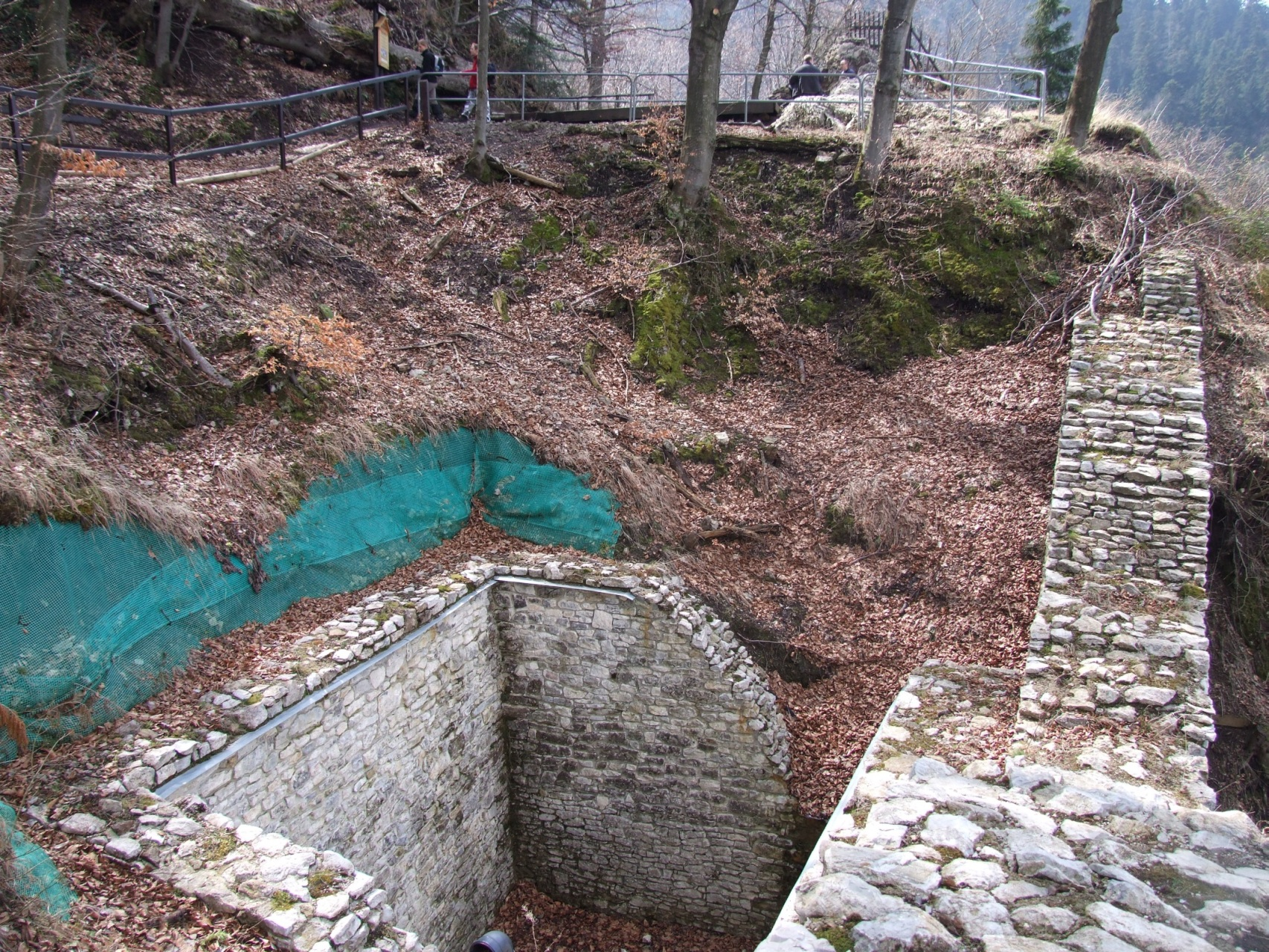
A Szent Kinga által alapított pienineki vár falmaradványai

Kinga teljes hozományával hozzájárult a tatárok elleni védelemhez, ennek ellenére 1241-ben végigdúlták Lengyelországot is; a fejedelmi pár előbb a szepességi Podolinba, majd a Dunajec bal partján álló Csorsztin várába menekült.
A tatárjárás után, 1249-ben hazalátogatott Magyarországra, és az apjától kapott bányászokkal 1251-ben megnyittatta a wieliczkai sóbányákat. Férje 1257-ben neki adományozta a Szandec nevű területet. Kinga 1280-ban (más források szerint 1273-ban) klarissza kolostort alapított Ószandecben, de emellett másutt is kórházakat, templomokat, kolostorokat építtetett. Kinga és Boleszláv buzgósága elősegítette Szent Szaniszló boldoggá avatását, melyre 1253-ban került sor.
Férje 1279-ben elhunyt. Kinga ekkor klarissza apácaként az általa alapított ószandeci kolostorba vonult vissza húgával, a fél évvel korábban megözvegyült Jolánnal együtt. 1284-ben a kolostor főnöknőjévé választották. Az első templom 1285-ben épült. 1287-ben egy tatár betörés során az apácáknak Csorsztin várába kellett menekülniük; az ostromlókat Baksa Simonfia György magyar csapata futamította meg. A kolostort a tatárok feldúlták, az újjáépítést Kinga irányította. Itt hunyt el 1292-ben, 10 hónapnyi betegség után.

## Legendák

### Kinga gyűrűje

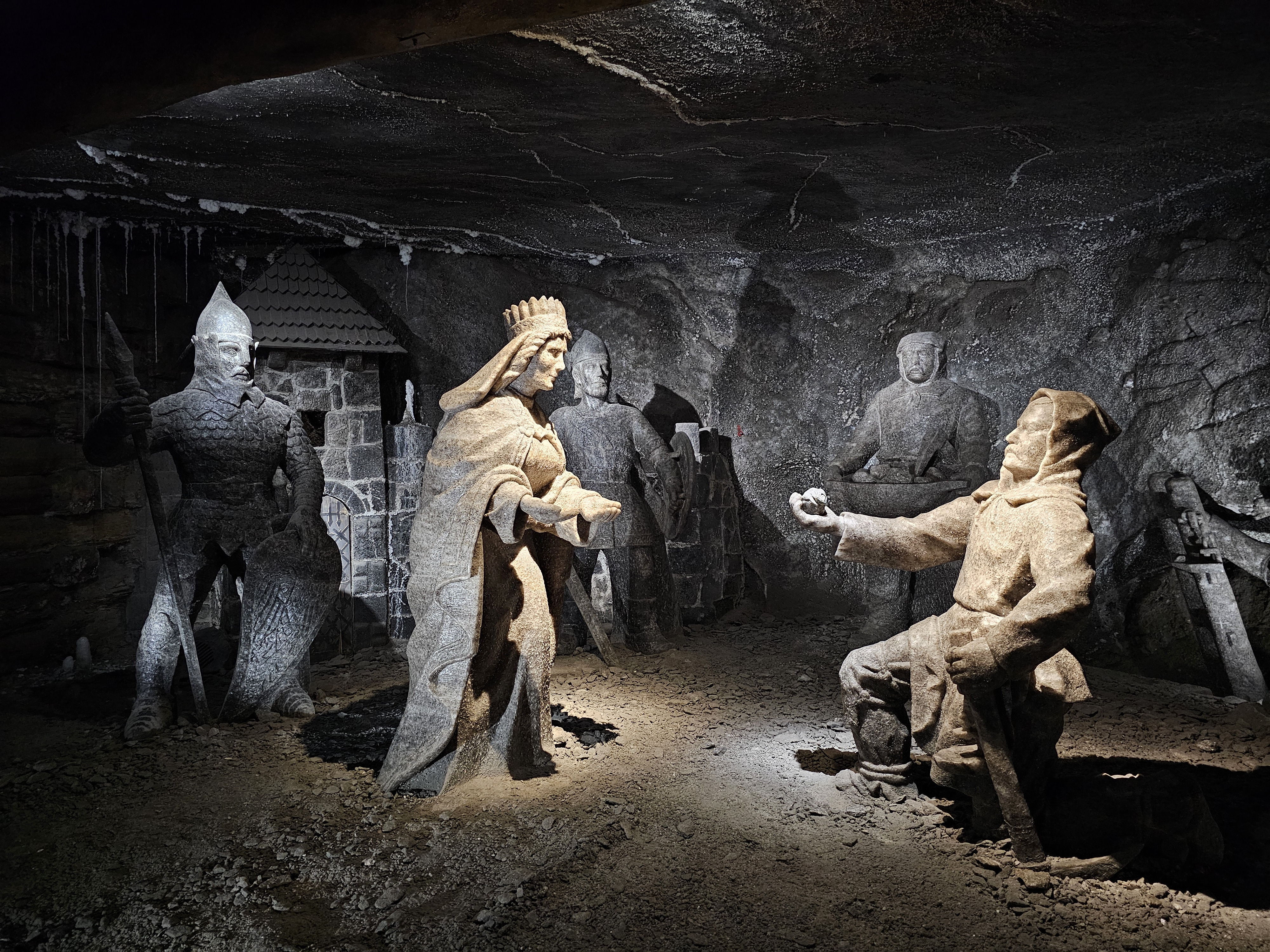
Kinga sószobra a wieliczkai sóbányában

Egy legenda szerint amikor Kinga hazalátogatott a tatárjárás után, édesapja kíséretében eljutott a máramarosi sóbányákba. Az egyik aknaszlatinai tárnában gyönyörködve nézte a csillogó, hófehér sótömböket. Ahogy eszébe jutottak lengyel alattvalói, akik csak sós forrásokból párologtatott (ún. főtt) sóval kénytelenek beérni, így szólt atyjához: „Atyám, add nekem ezt a sóaknát, és engedd meg, hogy innen egyenesen Lengyelországba vihessék a sótömböket.” A király teljesítette leánya kérését, Kinga pedig lehúzta ujjáról a jegygyűrűjét, és az akna birtokbavételének jeléül a mély aknába dobta. Később, a wieliczkai sóbányák megnyitásakor a bányászok az első kitermelt sótömbben megtalálták Kinga gyűrűjét.

### Kinga fésűje
Egy másik legenda szerint Kinga a tatárok elől menekült Lengyelországba, és amikor a Pieninek-hegységhez ért apácatársaival, egy szalagot dobott a háta mögé, ami kanyargós folyóvá vált; így jött létre a Dunajec. Ezen a tatárok keservesen ugyan, de átjutottak, ezért a fésűjét dobta háta mögé, amiből pedig egy sűrű erdő lett, amin a tatárok már nem tudtak átjutni.

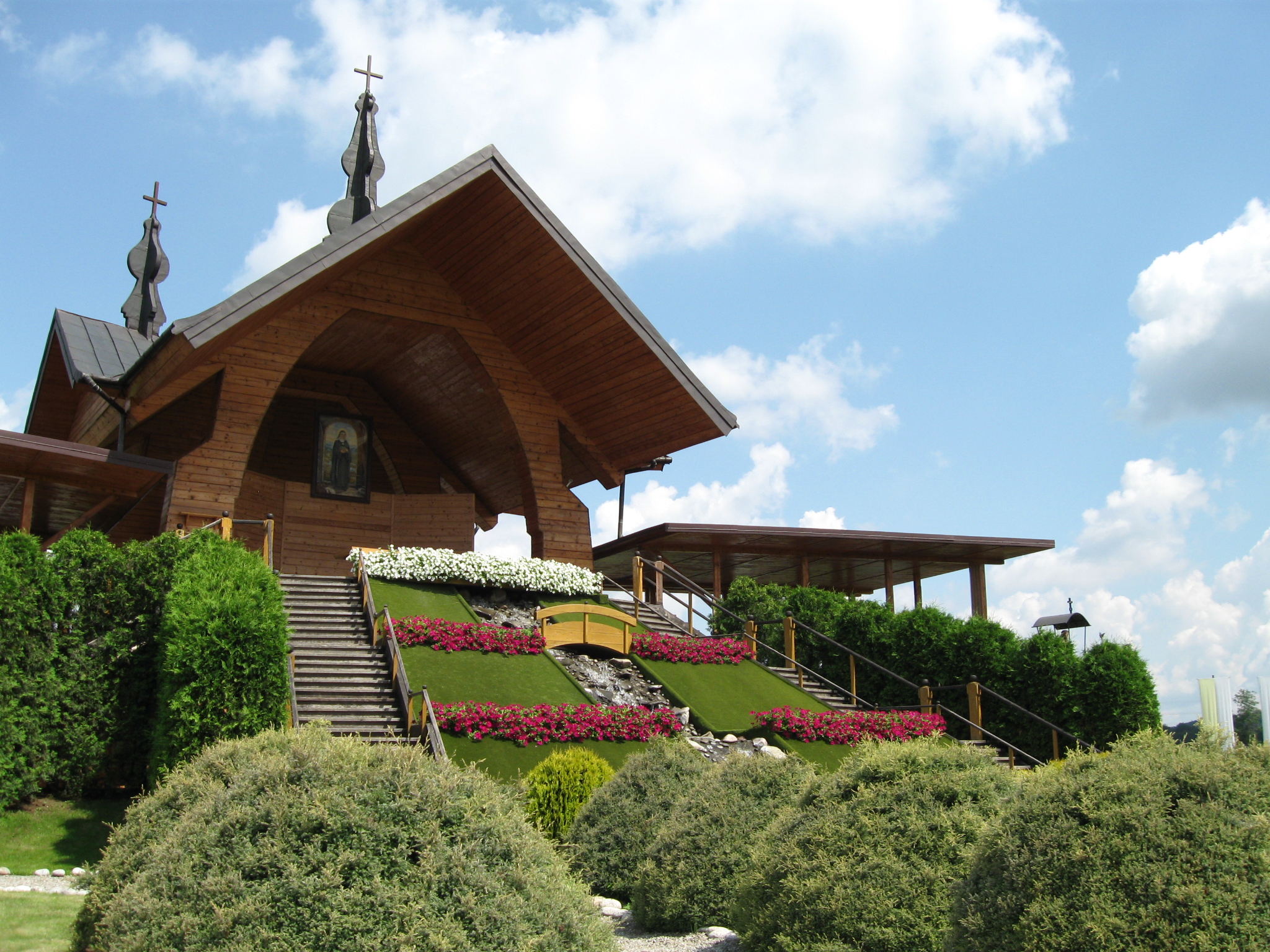
A szentté avatás helyszíne, a szabadtéri oltár Ószandecben

## Emlékezete
1690-ben VIII. Sándor pápa boldoggá avatta, öt évvel később pedig XII. Ince pápa Lengyelország egyik védőszentjévé tette. 1999. június 16-án avatta szentté II. János Pál pápa Ószandecben. Ünnepe július 24.
Szülővárosában, Esztergomban és Budapesten is közterület (Kunigunda útja) viseli a nevét.
Ószandecben a klarissza kolostor udvarában működik a Szent Kinga Háza múzeum, melyben Szent Kinga kultuszának emlékei láthatók. A kolostort körülvevő fal mellett áll az a székelykapu, amit Magyarország ajándékozott a városnak Kinga szentté avatása emlékére. A belvárostól fél óra sétára áll a fából épült szabadtéri oltár, ahol II. János Pál pápa 1999-ben szentté avatta őt.
A Veszprém vármegyei Küngös településen az ország egyetlen Szent Kinga Római Katolikus temploma viseli nevét. 2013-ban szentelte fel Dr. Márfi Gyula veszprémi érsek. A templom elnevezése a község alapításáig vezethető vissza, mikor IV. Béla Kingának ajándékozta a területet.